# Kao Feng
Kao Feng (čínsky pchin-jinem Gāo Fēng, znaky 高峰; * 2. února 1982) je bývalá čínská zápasnice – judistka, bronzová olympijská medailistka 2004.

## Sportovní kariéra
S judem začala ve 13 letech ve Fu-šunu. Připravovala se pod vedením Fu Kuo-iho. V čínské ženské reprezentaci se pohybovala od roku 2001 v superlehké váze do 48 kg. V roce 2004 startovala na olympijských hrách v Athénách. Ve čtvrtfinále neuhlídala o-uči-gari Francouzky Frédérique Jossinetové a prohrála na ippon. Spadla do oprav, přes které se probojovala do boje o třetí místo proti Rumunce Alině Dumitruové. V poslední minutě prohrávala s Rumunkou na body, ale v závěrečných sekundách jí dostala do držení a zvítězila na ippon. Získala bronzovou olympijskou medaili. V roce 2008 i přes vítězství na prestižním pařížském turnaji prohrála nominaci na domácí olympijské hry v Pekingu s krajankou Ündes. Od roku 2009 se na větším mezinárodním turnaji neobjevila.

### Vítězství
- 2008 – 2x světový pohár (Paříž, Budapešť)

## Výsledky
| Turnaj            | 2000            | 2001            | 2002            | 2003            | 2004            | 2005            | 2006            |
| Turnaj            | 18              | 19              | 20              | 21              | 22              | 23              | 24              |
| Turnaj            | superlehká váha | superlehká váha | superlehká váha | superlehká váha | superlehká váha | superlehká váha | superlehká váha |
| ----------------- | --------------- | --------------- | --------------- | --------------- | --------------- | --------------- | --------------- |
| Olympijské hry    | —               |                 |                 |                 | 3.              |                 |                 |
| Mistrovství světa |                 | úč.             |                 | 5.              |                 | úč.             |                 |
| Asijské hry       |                 |                 | —               |                 |                 |                 | 1.              |
| Mistrovství Asie  | —               | —               |                 | —               | —               | —               |                 |
| MS juniorů        | 3.              |                 |                 |                 |                 |                 |                 |